# 松岡広大
松岡 広大（まつおか こうだい、1997年8月9日 - ）は、日本の俳優である。2009年4月オーディションに合格しアミューズ所属。

## 略歴
2012年、スーパー戦隊シリーズ『特命戦隊ゴーバスターズ』（テレビ朝日）に出演し、俳優デビュー。
2013年5月17日、舞台『FROGS』で舞台初出演。
2016年7月22日～9月23日、配信ドラマ『ベイビーステップ』（Amazon Prime Video）でドラマ初主演。
2017年3月4日、映画『雪女』で映画初出演。
2020年10月13日、経済謎解きミステリー『探偵・円（まどか）は外に出ない』（BSテレビ東京）で地上波ドラマ初主演。
2021年、10月期ドラマ『壁サー同人作家の猫屋敷くんは承認欲求をこじらせている』（朝日放送テレビ・テレビ朝日）で中尾暢樹とダブル主演を務め、連続ドラマ初主演。
2023年9月14日、上半期連続テレビ小説『らんまん』（NHK）で朝ドラ初出演。

## 人物
- 特技 ダンス。
- 趣味 天体観測、ギター。
- 好きな音楽 BIGBANG、EXO、ONE OK ROCK[8][9]。

## 出演

### テレビドラマ
- 特命戦隊ゴーバスターズ（2012年3月4日 - 2013年2月10日、テレビ朝日） - 岩崎リュウジ（青年期） 役
- 眠れる森の熟女（2012年9月4日 - 10月30日、NHK） - 相沢かける 役
- 神様のイタズラ（2013年2月4日 - 25日、BS-TBS） - 川村先輩 役
- 牙狼-GARO- 〜闇を照らす者〜 第20話（2013年8月16日、テレビ東京） - 滔星（少年期） 役
- CRISIS 公安機動捜査隊特捜班 第7話（2017年5月23日、関西テレビ・フジテレビ） - 西郷（平成維新軍） 役
- ファイブ（2017年、フジテレビ） - 岩淵拓依 役
- 兄友（2018年3月26日 - 4月16日、MBS / 2018年3月28日 - 4月18日、TBS） - 加賀樹 役[10]
- 盤上の向日葵 第2話（2019年9月15日、NHK BSプレミアム） - 矢口孝彦 役
- 経済謎解きミステリー『探偵・円（まどか）は外に出ない』（2020年10月13日、BSテレビ東京） - 主演・探偵・円 役[5]
- 監察医 朝顔 第2シリーズ 第4話（2020年11月23日、フジテレビ） - 岸川 役
- 西荻窪 三ツ星洋酒堂 （2021年2月12日 - 3月19日、MBS 他5局） - 竹本和馬 役[11]
- にぶんのいち夫婦 第1話・第6話・第7話（2021年6月3日・7月15日・22日、テレビ東京） - 健 役
- ボイスII 110 緊急指令室 第6話（2021年8月28日、日本テレビ） - 成瀬友則 役[12]
- ムチャブリ！わたしが社長になるなんて（2022年1月12日 - 3月16日、日本テレビ） - 萩尾慧 役[13][14]
- しずかちゃんとパパ 第5話（2022年4月10日、NHK BSプレミアム） - 鈴間 役[15]
- ちょい釣りダンディ 第7話・第9話・第10話・第12話（2022年8月16日・30日・9月6日・20日、BSテレビ東京） - 悠司 役[16]
- 壁サー同人作家の猫屋敷くんは承認欲求をこじらせている（2022年10月3日 - 11月21日、ABCテレビ） - 主演・猫屋敷守 役（中尾暢樹とダブル主演）[6]
- around1/4 アラウンド・クォーター（2023年7月9日 - 9月24日、ABCテレビ） - 横山直己 役[17]
- 連続テレビ小説 らんまん 第119回 - 第130回（2023年9月14日 - 29日、NHK） - 槙野百喜 役[7]
- 錦糸町パラダイス〜渋谷から一本〜（2024年7月13日 - 9月28日、テレビ東京） - 安住耕太 役[18]
- トーキョーカモフラージュアワー 第5話（2025年2月17日、朝日放送テレビ） - 木崎 役[19]
- 相棒 Season23 第17話（2025年2月26日、テレビ朝日） - 住田龍介 役

### バラエティ番組
- 痛快TV スカッとジャパン 『胸キュンスカッと〜二人だけの「あの場所」〜』（2017年3月20日、フジテレビ） - 入江貴一 役
- ハンサムゼミ（2021年1月26日 - 12月22日、MBS）[20]

### 語学番組
- ボキャブライダー on TV（2020年4月13日 - 、NHK Eテレ）

### 配信ドラマ
- ベイビーステップ（インターネット放送：2016年7月22日 - 9月23日、Amazon Prime Video / テレビ放送：2017年7月3日 - 9月29日、TOKYO MX） - 主演・丸尾栄一郎 役[3]
- ファイブ（インターネット放送：2017年6月30日 - 8月18日、FOD / テレビ放送：7月3日 - 8月21日、フジテレビ） - 岩淵拓依 役
- 会社は学校じゃねぇんだよ（2018年4月21日 - 6月9日、AbemaTV） - 笹川翔太 役[21]
- ドラデリ『素顔』（2020年8月21日 - 、Vimeo） - 主演・コウイチ 役[22]
- #love_delusion 第13話・第14話（2021年5月24日・31日、LINE NEWS VISION） - 玉田健太 役[23]
- 沈黙の艦隊 シーズン1 〜東京湾大海戦〜（2024年2月9日 - 、Amazon Prime Video） - 入江覚士 役[24]

### 映画
- 雪女（2017年3月4日、監督：杉野希妃） - 雨宮幹生 役[4][25]
- 茅ヶ崎物語 〜MY LITTLE HOMETOWN〜（2017年7月21日、監督：熊坂出）
- 兄友（2018年5月26日、監督：中島良） - 加賀樹 役[10]
- 引っ越し大名!（2019年8月30日、監督:：犬童一心） - 綾瀬主水 役[26]
- いなくなれ、群青（2019年9月6日、監督：柳明菜） - 佐々岡 役[27]
- 沈黙の艦隊（2023年9月29日、監督：吉野耕平） - 入江覚士 役[28]
  - 沈黙の艦隊 北極海大海戦（2025年9月26日公開予定、監督：吉野耕平）[29]
- 赤羽骨子のボディガード（2024年8月2日、監督：石川淳一） - 嘉柄譲 役[30]
- 八犬伝（2024年10月25日、監督：曽利文彦） - 犬村大角 役[31]

### ラジオ
- 全国こども電話相談室・リアル!（2010年4月4日 - 2012年4月1日、TBSラジオ）
- 松岡広大のDressing Park（2020年4月5日 - 、JFN PARK）

### モデル
- ピチレモン（2012年4月 - 2015年10月、学研）
- なかよし共和国2012盛夏号 WEB版カタログ（2012年6月7日、ニッセン）
- SEEDアイウェアブランド「plusmix」イメージキャラクター（2019年9月26日 -）
- TEAM HANDSOME!×SHIBUYA109 Valentine Campaign（2021年2月9日 - 23日）[32]

### 舞台
- FROGS（2013年5月17日 - 26日、シアターグリーン / 7月18日 - 27日、AiiA 2.5 Theater Tokyo、アミューズ） - アマネ 役[2]
- FROGS Special公演（2013年7月23日・7月27日、AiiA 2.5 Theater Tokyo、アミューズ） - シャテイ 役[2]
- ミュージカル・テニスの王子様2ndシーズン（2013年12月19日 - 2014年9月28日） - 遠山金太郎 役[33]
- ライブ・スペクタクル『NARUTO -ナルト-』（東京公演：2015年3月21日 - 4月5日、AiiA 2.5 Theater Tokyo / 福岡公演：4月10日 - 12日、キャナルシティ劇場 / 
大阪公演：4月17日 - 19日、梅田芸術劇場 メインホール / 宮城公演：4月23日 - 25日、多賀城市民会館 大ホール / 東京凱旋公演：4月29日 - 5月10日、AiiA 2.5 Theater Tokyo / 
マカオ公演：5月22日 - 24日、威尼斯人劇場 / マレーシア公演：5月30日 - 31日、Malaysia International Exhibition&Convention Centre / 
シンガポール公演：2015年6月6日 - 6月7日、Resorts World Theatre） - 主演・うずまきナルト 役[34]
- ライブ・スペクタクル『NARUTO -ナルト-』（再演）（大阪公演：2016年7月30日 - 8月7日、梅田芸術劇場 シアター・ドラマシティ / 東京公演：8月13日 - 28日、AiiA 2.5 Theater Tokyo / 
 上海公演：10月22日 - 30日、藝海劇院） - 主演・うずまきナルト 役[34][35]
- ライブ・スペクタクル『NARUTO -ナルト-』〜暁の調べ〜（東京公演：2017年5月19日 - 6月4日、AiiA 2.5 Theater Tokyo / シンガポール公演：6月10日 - 11日、Marina Bay Sands MasterCard Theatres / 
大阪公演：6月16日 - 22日、大阪メルパルクホール / 上海公演：7月14日 - 23日、虹橋芸術中心 / 東京凱旋公演：7月29日 - 8月6日、AiiA 2.5 Theater Tokyo） - 主演・うずまきナルト 役[34]
- ONWARD presents 劇団☆新感線『髑髏城の七人 Season月』下弦の月 Produced by TBS（2017年11月25日 - 2018年2月21日、IHIステージアラウンド東京） - 霧丸 役[36]
- 浪漫活劇『るろうに剣心』（東京公演：2018年10月11日 - 11月7日、新橋演舞場 / 大阪公演：11月15日 - 24日、大阪松竹座） - 剣心の影 役[37]
- Boss&Police〜ガケデカ後藤誠一郎〜（2019年1月9日 - 13日、CBGKシブゲキ!!）
- 恐るべき子供たち（2019年5月18日 - 6月2日、KAAT神奈川芸術劇場） - ジェラール 役
- ライブ・スペクタクル『NARUTO -ナルト-』〜暁の調べ〜（再演）（2019年10月25日 - 12月22日、大阪メルパルクホール 他4会場） - 主演・うずまきナルト 役
- ねじまき鳥クロニクル（2020年2月11日 - 2月27日、東京芸術劇場 プレイハウス） - 赤坂シナモン、顔のない男 役
- 『迷子の時間』-「語る室」2020-（2020年11月7日 - 12月13日、PARCO劇場 他1会場） - 未来人 役[38]
- INSPIRE 陰陽師（2020年12月31日 - 2021年1月6日、日生劇場） - 北斗 役[39]
- ミュージカル『スリル・ミー』（2021年4月1日 - 5月16日、東京芸術劇場 シアターウエスト 他2会場） - 私 役[注釈 1][40]
- ミュージカル『ニュージーズ』（2021年10月9日 - 11月17日、日生劇場 他1会場） - クラッチー 役[41][42]
- ミュージカル『スリル・ミー』（2023年9月7日 - 10月22日、東京芸術劇場 シアターウエスト 他3会場） - 私役
- 音楽劇『空中ブランコのりのキキ』（東京公演：2024年8月6日 - 18日、世田谷パブリックシアター / 大阪公演：8月31日、アクリエひめじ）[43][44]
- モンスター（2024年11月30日 - 12月28日、松下IMPホール 他3会場） - ダリル 役[45]
- 朗読劇『たもつん』（2025年5月15日・17日〈予定〉、IMM THEATER） - しゅうまい 役[46][47]
- good morning N°5『執着の泡』（2025年7月17日 - 30日〈予定〉、下北沢ザ・スズナリ） - 主演[48]

### イベント
- ピチレモン夏の大学園祭SP!!『ガールズサマーフェス2013』（2013年8月8日、ディファ有明）
- Amuse Presents SUPER ハンサム LIVE 2013 （2013年12月26日 - 27日、舞浜アンフィシアター、アミューズ） - フィルム出演
- ミュージカル『テニスの王子様』春の大運動会2014（2014年4月26日）[33]
- テニミュ サポーターズクラブ プレミアム パーティー vol.7（大阪公演：2014年4月13日 / 東京公演：4月28日 - 29日）[49]
- ネルフェス2014 in 武道館（2014年11月7日、日本武道館）[50]
- ミュージカル『テニスの王子様』コンサートDream Live 2014（神戸公演：2014年11月15日 - 16日、神戸ワールド記念ホール / 埼玉公演：11月22日 - 24日、さいたまスーパーアリーナ）[33]
- Amuse Presents SUPER ハンサム LIVE 2014（2014年12月26日 - 28日、パシフィコ横浜 国立大ホール、アミューズ）[51]
- 松岡広大 ファースト写真集『liberal』 発売記念イベント（大阪:2015年8月2日、ジュンク堂書店 千日前店 / 東京:8月9日、三省堂書店 神保町本店）[52]
- ライブ・スペクタクル『NARUTO -ナルト-』DVD発売記念プレミアム先行上映&トークイベント（2015年8月24日、ユナイテッド・シネマ豊洲）[53]
- 復習DVD発売記念 先行上映会（2015年11月15日、ラフォーレミュージアム六本木、アミューズ）
- 小関裕太 21st バースデイ スペシャル イベント 『20→21』（大阪公演：2016年6月18日、朝日生命ホール、アミューズ）
- 第29回東京国際映画祭『雪女』」舞台挨拶（2016年10月31日、TOHOシネマズ 六本木ヒルズ SCREEN9）
- Amuse Presents HANDSOME FESTIVAL 2016（2016年12月17日 - 18日、TOKYO DOME CITY HALL / 12月29日、東京国際フォーラム ホールA、アミューズ）[54]
- 映画『雪女』舞台挨拶（2017年3月5日、ヒューマントラスト有楽町）
- 松岡広大 20th Birthday Party（東京公演：2017年8月9日、スパイラルホール / 大阪公演：8月10日、ナレッジシアター）
- 劇団☆新感線『髑髏城の七人 Season月』製作発表イベント（2017年9月25日、豊洲PIT）
- 『ベイビーステップ』DVD発売記念イベント（2017年11月26日、タワーレコード渋谷店 B1F CUTUP STUDIO）
- Amuse Presents HANDSOME FILM FESTIVAL 2017（2017年12月26日、TOKYO DOME CITY HALL、アミューズ）[55]
- 映画『兄友』完成披露上映会（2018年5月9日、新宿バルト9）
- DVD『Amuse Presents HANDSOME FILM FESTIVAL 2017』発売記念ハイタッチ会（東京：2018年7月7日、HMV&BOOKS SHIBUYA / 大阪：7月8日、HMV&BOOKS SHINSAIBASHI）
- Against AIDS 2018『THE VARIETY 26』〜遂に!俳優だけの武道館ライブ!!…大丈夫なのか〜〜!?〜（2018年12月1日、日本武道館）
- 15th Anniversary SUPER HANDSOME LIVE『JUMP↑with YOU』（2020年2月16日、両国国技館）
- Act Against Anything VOL.1『THE VARIETY 27』（2020年12月1日、日本武道館）[56]
- Amuse Presents SUPER HANDSOME LIVE 2021『OVER THE RAINBOW』（2021年4月9日 - 11日、TOKYO DOME CITY HALL）[57]
- Amuse Presents SUPER HANDSOME LIVE 2024『WE AHHHHH!』（2024年3月22日 - 24日、LINE CUBE SHIBUYA）
- Amuse Presents 20th Anniversary ULTRA HANDSOME LIVE 2025“ZERO”（2025年12月27日・28日〈予定〉、パシフィコ横浜 国立大ホール）[58]

### CM
- 東洋水産 「マルちゃん正麺」（2011年12月、2013年3月）
- バンダイ 「バトルスピリッツ」（2012年）
- 資生堂 「シーブリーズ」（2016年2月）[59]
- NARUTO -ナルト- 疾風伝主題歌集『NARUTO THE BEST』（2016年6月）[60]
- 三井住友銀行 「SMBCデビット コンビニ篇」「SMBCデビット ネットショッピング篇」（2016年10月22日 -）[61]
- 三井住友銀行 「つくっトク!（デビットカード）篇」（2017年2月13日 -）
- Supercell 「クラッシュ・ロワイヤル」 ぶっこみお嬢様シリーズ（2017年3月18日 -）
- 中外製薬 「NMOSD」（2021年7月5日 -）

### ミュージック・ビデオ
- 和楽器バンド『月下美人』（2020年10月10日、Universal Music）
- 今福マサミチ『C'z I love you』（2020年11月22日、MICPAB×DAIKI sound Records）

### インターネット放送
- cookpad TV『乾杯!おつまみ研究所』（2018年4月15日 -）

### その他
- FAST Re:Story Relay『春の彼方』 第6話（2020年6月19日）
- まる得マガジン まるごと楽しむ!旬の国産レモン（2023年1月9日 - 12日、16日 - 19日〈月曜日 - 木曜日〉）

## 作品

### CD
- 予習＋復習サウンドトラック2013『LAUGH & PEACE』(2013年12月3日、アミューズソフトエンタテインメント)
- CDアルバム ミュージカル『テニスの王子様』青学vs四天宝寺（2014年5月28日、マーベラスAQL）[33]
- 予習＋復習サウンドトラック2014『EVER LASTING STORY』（2014年12月3日、アミューズ）
- FLOW シングル 『虹の空』（2015年8月12日、Ki/oon Records）
  - 4曲目『光追いかけてfeat. 松岡広大』にゲストボーカルとして参加[62]。
- HANDSOME FESTIVAL 2016 予習Sound Track（2016年11月23日、アミューズソフトエンタテインメント）
- 学園天国 メンズ5 with T.M（2017年8月18日、フジテレビジョン/ポニーキャニオン）
- 15th Anniversary SUPER HANDSOME COLLECTION『JUMP↑』（2019年11月30日、アミューズソフトエンタテインメント）
- SUPER HANDSOME COLLECTION『GET IT BACK!』（2020年12月23日、アミューズソフトエンタテインメント）[63]

### 映像ソフト
- FROGS(2013年11月15日、アミューズソフトエンタテインメント)
- ミュージカル『テニスの王子様』青学vs四天宝寺（2014年5月28日、株式会社ドリーミュージックパブリッシング）[33]
- ライブ・スペクタクル『NARUTO -ナルト-』（2015年8月26日、アニプレックス）
- BOYS,BE HANDSOME!!!（2015年11月18日、アミューズ）
- ライブ・スペクタクル『NARUTO -ナルト-』（再演）（2016年12月14日、アニプレックス）
- Amuse Presents HANDSOME FESTIVAL 2016（2017年6月14日、アミューズソフトエンタテインメント）
- FODオリジナルドラマ 『ファイブ』（2017年8月18日、フジテレビジョン/ポニーキャニオン）
- ベイビーステップ DVD-BOX（2017年11月22日、アミューズソフトエンタテインメント）
- ライブ・スペクタクル『NARUTO -ナルト-』〜暁の調べ〜（2017年12月13日、アニプレックス）
- Amuse Presents HANDSOME FILM FESTIVAL 2017（2018年7月7日、アミューズソフトエンタテインメント）
- 15th Anniversary SUPER HANDSOME LIVE『JUMP↑ with YOU』（2020年7月10日、アミューズソフトエンタテインメント）
- SUPER HANDSOME LIVE 2021 OVER THE RAINBOW（2021年10月20日、アミューズソフトエンタテインメント）
- 「SUPER HANDSOME LIVE 2024 “WE AHHHHH！”」Blu-ray（2024年10月30日、アミューズソフトエンタテインメント）

## 書籍

### 写真集
- 松岡広大 ファースト写真集『liberal』（2015年7月29日、東京ニュース通信社）[64]ISBN 9784863364820
- 松岡広大 10th ANNIVERSARY BOOK -再会-（2022年8月9日、アミューズ）[65]